# Troy (New Hampshire)
Troy is een gemeente in het Amerikaanse gebied Cheshire County, New Hampshire.
Alhoewel de locatie al vanaf 1762 bewoond werd, werd de nederzetting pas officieel in 1815 benoemd als Troy. De naam werd bedacht door de prominente bewoner John Taylor Gilman, wiens dochter Betsy was getrouwd met Samuel Wilson die beter bekendstond als Uncle Sam. Deze Samuel Wilson was destijds inwoner van Troy, New York.

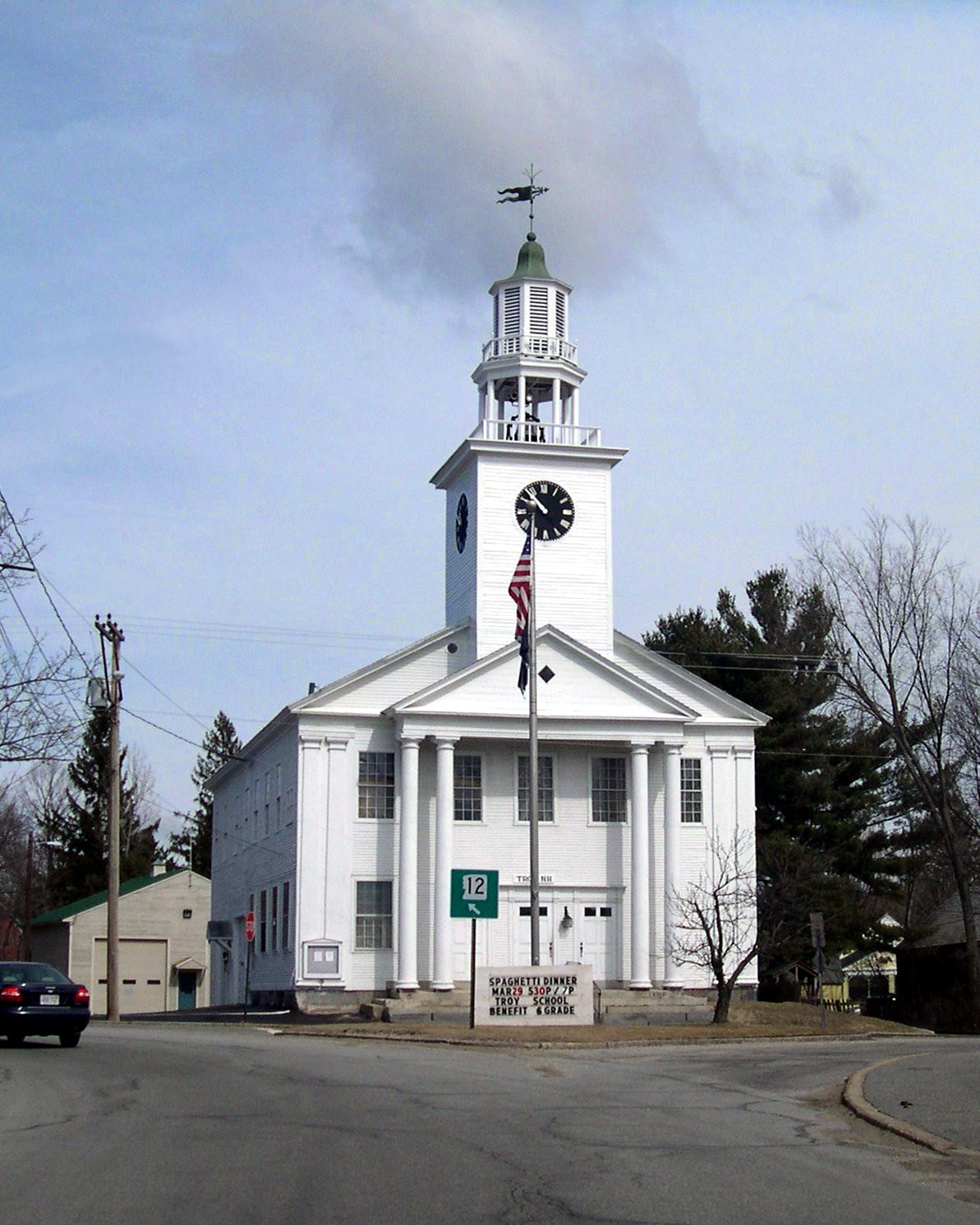
Meeting House in Troy